# Penyora (jocs)
|  | Per a altres significats, vegeu «Penyora de drets». |

Una penyora és un objecte que en determinats jocs el jugador que comet alguna error deixa en dipòsit fins a la fi de la partida, moment en què el podrà recuperar a canvi d'alguna acció que hom li farà fer, com ara cantar una cançó, caminar a peu ranquet, dir un embarbussament, etc.